# Vidi
Vidi of Landwidi ("Landwijdte"), is in de Noordse mythologie het paleis van Vidar waar alles rustig en vredig was, met hoge struiken en hoog gras. Volgens sommige bronnen was zijn paleis van bladeren gemaakt.